# لي دو ماغو (مقهى)

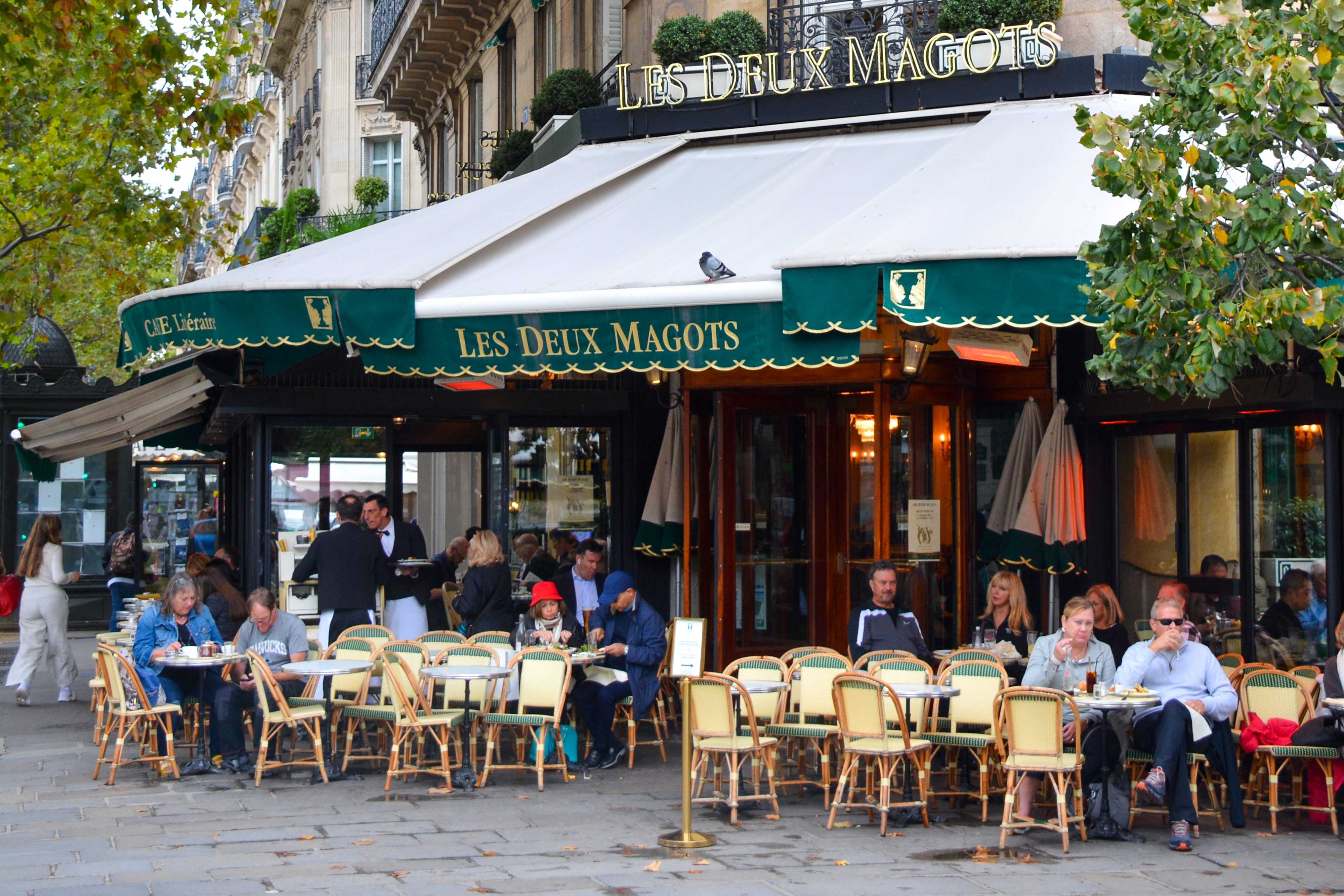
لي دو ماغو

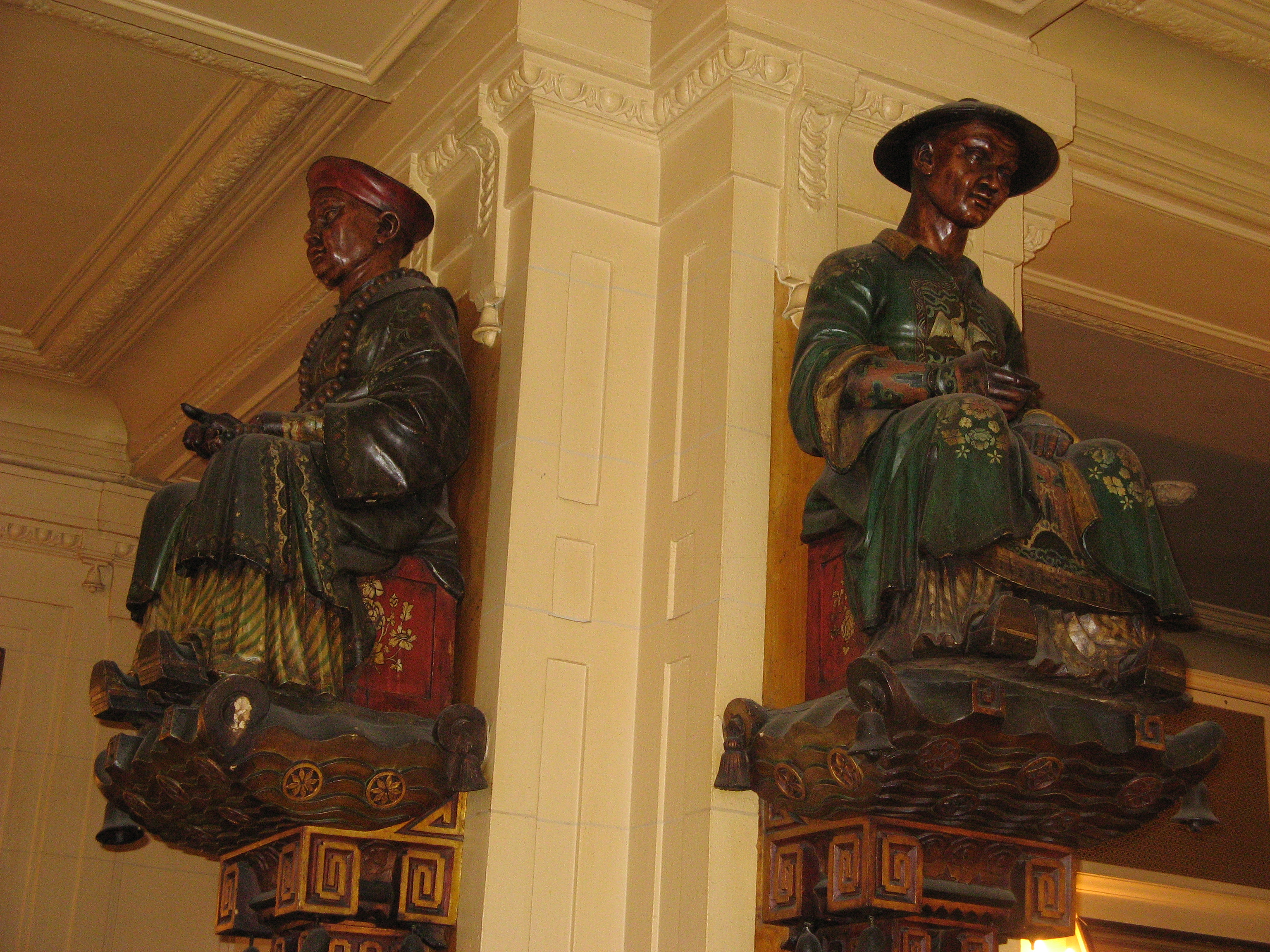
تماثيل الحكيمان الصينيان

لي دو ماغو تعني (الرجلان الحكيمان) مقهى مشهور في حي سان جيرمان بري تأسس عام 1884 في مدينة باريس في فرنسا وقد ذاع صيته بأنه ملتقى رواد الادب والمفكرين المدينة وهو الآن معلم سياحي مشهور وشهرته اتت من ارتياد الفنانيين السرياليين له والمفكرين من امثال:
سيمون دي بوفوار، وجون بول سارتر، والكتاب الشباب حينها مثل ارنست همنغواي وألبير كامو وبابلو بيكاسو وجيمس جويس وبرتولت بريشت وجيمس بالدوين وتشيستر هايمز وريتشارد رايت، وجوليا تشايلد.
تم اطلاق اسم لي دو ماغو على هذا المقهى تيمنا بتماثيل الصينية للرجلان الحكيمان